# كشافة أنتيانو
كشافة أنتيانو هي المنظمة الكشفية الوطنية في جزر الأنتيل الهولندية السابقة. تأسست الجمعية في عام 1997. وتخدم الجمعية 1600 عضو في 25 مجموعة كشفية. كشافة أنتيانو هي عضو مشارك في الإقليم الكشفي في الأمريكيتين التابع للمنظمة العالمية للحركة الكشفية.

## روابط خارجية
- كشافة أنتيانو (البابيامنتو)